# Liste des espèces d'oiseaux en Azerbaïdjan
 (avril 2020).
La mise en forme du texte ne suit pas les recommandations de Wikipédia : il faut le « wikifier ».
Les points d'amélioration suivants sont les cas les plus fréquents. Le détail des points à revoir est peut-être précisé sur la page de discussion.
- Les titres sont pré-formatés par le logiciel. Ils ne sont ni en capitales, ni en gras.
- Le texte ne doit pas être écrit en capitales (les noms de famille non plus), ni en gras, ni en italique, ni en « petit »…
- Le gras n'est utilisé que pour surligner le titre de l'article dans l'introduction, une seule fois.
- L'italique est rarement utilisé : mots en langue étrangère, titres d'œuvres, noms de bateaux, etc.
- Les citations ne sont pas en italique mais en corps de texte normal. Elles sont entourées par des guillemets français : « et ».
- Les listes à puces sont à éviter, des paragraphes rédigés étant largement préférés. Les tableaux sont à réserver à la présentation de données structurées (résultats, etc.).
- Les appels de note de bas de page (petits chiffres en exposant, introduits par l'outil «  Source ») sont à placer entre la fin de phrase et le point final[comme ça].
- Les liens internes (vers d'autres articles de Wikipédia) sont à choisir avec parcimonie. Créez des liens vers des articles approfondissant le sujet. Les termes génériques sans rapport avec le sujet sont à éviter, ainsi que les répétitions de liens vers un même terme.
- Les liens externes sont à placer uniquement dans une section « Liens externes », à la fin de l'article. Ces liens sont à choisir avec parcimonie suivant les règles définies. Si un lien sert de source à l'article, son insertion dans le texte est à faire par les notes de bas de page.
- La présentation des références doit suivre les conventions bibliographiques. Il est recommandé d'utiliser les modèles {{Ouvrage}}, {{Chapitre}}, {{Article}}, {{Lien web}} et/ou {{Bibliographie}}. Le mode d'édition visuel peut mettre en forme automatiquement les références.
- Insérer une infobox (cadre d'informations à droite) n'est pas obligatoire pour parachever la mise en page.

Pour une aide détaillée, merci de consulter Aide:Wikification.
Si vous pensez que ces points ont été résolus, vous pouvez retirer ce bandeau et améliorer la mise en forme d'un autre article.
Ceci est une liste des espèces d'oiseaux enregistrées en Azerbaïdjan. L'avifaune d' Azerbaïdjan comprend un total de 371 espèces, dont 9 sont rares ou accidentelles.
Le traitement taxonomique de cette liste (désignation et séquence des ordres, familles et espèces) et la nomenclature (noms communs et scientifiques) suivent les conventions de la Liste de contrôle Clements des oiseaux du monde, VIe édition. Les comptes de famille au début de chaque rubrique reflètent cette taxonomie, tout comme les dénombrements d'espèces trouvés dans chaque compte de famille. Les espèces accidentelles sont incluses dans le nombre total d'espèces pour l'Azerbaïdjan.
La balise suivante a été utilisée pour mettre en évidence plusieurs catégories. Les espèces indigènes courantes n'appartiennent à aucune de ces catégories.
- (A) Accidentel - une espèce qui se produit rarement ou accidentellement en Azerbaïdjan

## Plongeons
Ordre : Gaviiformes Famille : Gaviidés   
Les plongeurs, appelés huards aux États-Unis, sont un groupe d'oiseaux aquatiques que l'on trouve dans de nombreuses régions d'Amérique du Nord et d'Europe du Nord. Ils ont la taille d'un gros canard ou d'une petite oie, auxquels ils ressemblent un peu en nageant, mais auxquels ils n'ont aucun lien. Il existe 5 espèces dans le monde et 2 espèces présentes en Azerbaïdjan.
- Plongeon catmarin, Gavia stellata
- Plongeon arctique, Gavia arctica

## Grèbes
Ordre : Podicipédiformes Famille : Podicipédidés   
Les grèbes sont des oiseaux de plongée d'eau douce de petite à moyenne taille. Ils ont des orteils lobés et sont d'excellents nageurs et plongeurs. Cependant, ils ont leurs pieds placés loin en arrière sur le corps, ce qui les rend assez disgracieux sur terre. L'Azerbaïdjan compte 20 espèces dans le monde et 5 espèces.
- Grèbe castagneux, Tachybaptus ruficollis
- Grèbe jougris, Podiceps grisegena
- Grèbe huppé, Podiceps cristatus
- Grèbe esclavon, Podiceps auritus
- Grèbe à cou noir, Podiceps nigricollis

## Cormorans
Ordre : Suliformes Famille : Phalacrocoracidae   
Les Phalacrocoracidae sont une famille d'oiseaux de mer côtiers de taille moyenne à grande, qui mangent des poissons, notamment des cormorans et des cormorans. La coloration du plumage varie, la majorité ayant un plumage principalement sombre, certaines espèces étant en noir et blanc et quelques-unes étant colorées.
- Grand cormoran, Phalacrocorax carbo
- Cormoran pygmée, Microcarbo pygmeus

## Pélicans
Ordre : Pelecaniformes Famille : Pelecanidae   
Les pélicans sont de grands oiseaux aquatiques avec une poche distinctive sous leur bec. Comme les autres membres de l'ordre des Pelecaniformes, ils ont des pieds palmés à quatre orteils. Il existe 8 espèces dans le monde et 2 espèces présentes en Azerbaïdjan.
- Grand pélican blanc, Pelecanus onocrotalus
- Pélican frisé, Pelecanus crispus

## Butors, hérons et aigrettes
Ordre : Pelecaniformes Famille : Ardéidés   
La famille des Ardeidae comprend les butors , hérons et aigrettes . Les hérons et les aigrettes sont des échassiers de taille moyenne à grande avec un long cou et des pattes. Le blongios a tendance à avoir un cou plus court et à se méfier davantage. Les membres d'Ardeidae volent avec leur cou rétracté, contrairement à d'autres oiseaux à long cou comme les cigognes, les ibis et les spatules.
- Héron cendré, Ardea cinerea
- Héron pourpré, Ardea purpurea
- Grande aigrette, Ardea alba
- Aigrette garzette, Egretta garzetta
- Crabier chevelu, Ardeola ralloides
- Héron garde-bœufs, Bubulcus ibis
- Bihoreau gris, Nycticorax nycticorax
- Butor étoilé, Botaurus stellaris

## Ibis et spatules
Ordre : Pelecaniformes Famille : Threskiornithidae   
Threskiornithidae est une famille de grands oiseaux terrestres et échassiers qui comprend les ibis et les spatules . Ils ont de longues ailes larges avec 11 plumes primaires et environ 20 plumes secondaires. Ce sont des voleurs solides et malgré leur taille et leur poids, des planeurs très capables.
- Ibis sacré, Threskiornis aethiopicus
- Ibis falcinelle, Plegadis falcinellus
- Spatule blanche, Platalea leucorodia

## Cigognes
Ordre : Ciconiiformes Famille : Ciconiidés   
Les cigognes sont de grands échassiers à pattes longues, à long cou et à becs longs et robustes. Les cigognes sont muettes, mais le cliquetis des becs est un mode de communication important au nid. Leurs nids peuvent être grands et peuvent être réutilisés pendant de nombreuses années. De nombreuses espèces sont migratrices.
- Cigogne noire, Ciconia nigra
- Cigogne blanche, Ciconia ciconia

## Flamants
Ordre : Phoenicopteriformes Famille : Phoenicopteridae   
Les flamants roses sont des échassiers grégaires, généralement de 3 à 5 pieds (0,9 à 1,5 m) de hauteur, que l'on trouve dans les hémisphères occidental et oriental. Les flamants filtrent les crustacés et les algues. Leurs becs aux formes étranges sont spécialement adaptés pour séparer la boue et le limon des aliments qu'ils consomment et, uniquement, sont utilisés à l'envers. Il existe 6 espèces dans le monde et 1 espèce présente en Azerbaïdjan.
- Flamant rose, Phoenicopterus roseus

## Canards, oies et cygnes
Ordre : Ansériformes Famille : Anatidés   
Les anatidés comprennent les canards et la plupart des oiseaux aquatiques ressemblant à des canards, comme les oies et les cygnes . Ces oiseaux sont adaptés à une existence aquatique avec des pattes palmées, des becs aplatis et des plumes excellentes pour évacuer l'eau grâce à un revêtement huileux. L'Azerbaïdjan compte 131 espèces dans le monde et 31 espèces.
- Cygne tuberculé, Cygnus olor
- Cygne chanteur, Cygnus cygnus
- Cygne siffleur, Cygnus columbianus
- Oie rieuse, Anser albifrons
- Oie naine, Anser erythropus
- Oie cendrée, Anser anser
- Oie des neiges, Anser caerulescens (A)
- Bernache à cou roux, Branta ruficollis
- Tadorne casarca, Tadorna ferruginea
- Tadorne de Belon, Tadorna tadorna
- Canard siffleur, Mareca penelope
- Chipeau, Mareca strepera
- Sarcelle à ailes vertes, Anas crecca
- Canard colvert, Anas platyrhynchos
- Canard pilet, Anas acuta
- Sarcelle d'été, Spatula querquedula
- Canard souchet, Spatula clypeata
- Sarcelle marbrée, Marmaronetta angustirostris
- Nette rousse, Netta rufina
- Milouin, Aythya ferina
- Fuligule ferrugineux , Aythya nyroca
- Fuligule morillon, Aythya fuligula
- Fuligule milouinan, Aythya marila
- Canard à longue queue, Clangula hyemalis (A)
- Moucherolle commun, Melanitta nigra (A)
- Méliphage velouté, Melanitta fusca
- Garrot à œil d'or, Bucephala clangula
- Smew, Mergellus albellus
- Harle huppé, Mergus serrator
- Harle bièvre, Mergus merganser
- Erismature à tête blanche, Oxyura leucocephala

## Balbuzard
Ordre : Accipitriformes Famille : Pandionidés   
La famille Pandionidae ne contient qu'une seule espèce, le balbuzard pêcheur. Le balbuzard pêcheur est un rapace de taille moyenne à grande qui est un mangeur de poisson spécialisé avec une distribution mondiale.
- Balbuzard pêcheur, Pandion haliaetus

## Faucons, cerfs-volants et aigles
Ordre : Accipitriformes Famille : Accipitridae   
Accipitridae est une famille d'oiseaux de proie, qui comprend des faucons , des aigles , des cerfs - volants , des busards et des vautours de l'Ancien Monde . Ces oiseaux ont de puissants becs crochus pour arracher la chair de leurs proies, des pattes solides, des serres puissantes et une vue perçante.
- Bondrée apivore, Pernis apivorus
- Milan royal, Milvus milvus
- Milan noir, Milvus migrans
- Pygargue de Pallas, Haliaeetus leucoryphus (A)
- Aigle à queue blanche, Haliaeetus albicilla
- Gypaète, Gypaetus barbatus
- Vautour percnoptère, Neophron percnopterus
- Vautour fauve, Gyps fulvus
- Vautour moine, Aegypius monachus
- Circaète Jean-le-Blanc, Circaetus gallicus
- Busard des marais de l'Ouest, Circus aeruginosus
- Busard Saint-Martin, Circus cyaneus
- Busard pâle, Circus macrourus
- Busard cendré, Circus pygargus
- Epervier Shikra, Accipiter badius
- Épervier du Levant, Accipiter brevipes
- Épervier eurasien, Accipiter nisus
- Autour des palombes, Accipiter gentilis
- Buse eurasienne, Buteo buteo
- Buse à longues pattes, Buteo rufinus
- Buse pattue, Buteo lagopus
- Petit aigle tacheté, Clanga pomarina
- Grand aigle tacheté, Clanga clanga
- Aigle des steppes, Aquila nipalensis
- Aigle impérial, Aquila heliaca
- Aigle royal, Aquila chrysaetos
- Aigle de Bonelli, Aquila fasciata
- Aigle botté, Hieraaetus

## Caracaras et faucons
Ordre : Falconiformes Famille : Falconidés   
Les Falconidae sont une famille d'oiseaux de proie diurnes. Ils diffèrent des faucons, des aigles et des cerfs-volants en ce qu'ils tuent avec leur bec au lieu de leurs serres. L'Azerbaïdjan compte 62 espèces dans le monde et 8 espèces.
- Faucon crécerellette, Falco naumanni
- Faucon crécerelle Falco tinnunculus
- Faucon à pieds rouges, Falco vespertinus
- Faucon émerillon, Falco columbarius
- Hobereau, Falco subbuteo
- Faucon lanier, Falco biarmicus
- Faucon sacre, Falco cherrug
- Faucon pèlerin, Falco peregrinus

## Faisans et perdrix
Ordre : Galliformes Famille : Phasianidés   
Les Phasianidae sont une famille d'oiseaux terrestres. En général, ils sont dodus (bien qu'ils varient en taille) et ont des ailes larges et relativement courtes.
- Bécasse du Caucase, Tetraogallus caucasicus
- Bécasse de la Caspienne, Tetraogallus caspius
- Chukar, Alectoris chukar
- Francolin noir, Francolinus francolinus
- Perdrix grise, Perdix perdix
- Caille commune, Coturnix coturnix
- Faisan de Colchide, Phasianus colchicus
- Tétras du Caucase, Tetrao mlokosiewiczi

## Grues
Ordre : Gruiformes Famille : Gruidés   
Les grues sont de grands oiseaux à longues pattes et à long cou. Contrairement aux hérons d'apparence similaire mais indépendants, les grues volent le cou tendu et non tiré en arrière. La plupart ont des étalages ou des «danses» élaborés et bruyants. L'Azerbaïdjan compte 15 espèces dans le monde et 3 espèces.
- Grue demoiselle, Anthropoides virgo
- Grue de Sibérie, Grus leucogeranus
- Grue cendrée, Grus grus

## Rails, crakes, gallinules et foulques
Ordre : Gruiformes Famille : Rallidés   
Les Rallidae sont une grande famille d'oiseaux de petite à moyenne taille qui comprend les rails , les crabes , les foulques et les gallinules . Généralement, ils habitent une végétation dense dans des environnements humides près des lacs, des marécages ou des rivières. En général, ce sont des oiseaux timides et secrets, ce qui les rend difficiles à observer. La plupart des espèces ont des pattes solides et des orteils longs bien adaptés aux surfaces douces et inégales. Ils ont tendance à avoir des ailes courtes et arrondies et à être des insectes faibles. L'Azerbaïdjan compte 143 espèces dans le monde et 8 espèces.
- Rampe d'eau, Rallus aquaticus
- Crake de maïs, Crex crex
- Petit crake, Porzana parva
- Crake de Baillon, Porzana pusilla
- Crake tacheté, Porzana porzana
- Nageoire à tête grise, Porphyrio poliocephalus
- Moorhen commune, Gallinula chloropus
- Foulque macroule, Fulica atra

## Outardes
Ordre : Otidiformes Famille : Otididés   
Les outardes sont de grands oiseaux terrestres principalement associés aux régions sèches et ouvertes des steppes de l'Ancien Monde. Ils sont omnivores et nichent au sol. Ils marchent régulièrement sur des jambes solides et de gros orteils, picorant de la nourriture au fur et à mesure. Ils ont de longues ailes larges avec des bouts d'aile "doigts" et des motifs frappants en vol. Beaucoup ont des affichages d'accouplement intéressants.
- Outarde grande, Otis tarda
- Outarde Houbara, Chlamydotis undulata
- Petite outarde, Tetrax tetrax

## Huitriers
Ordre : Charadriiformes Famille : Hématopodidés   
Les huîtriers sont de grands oiseaux bruyants ressemblant à des pluviers , avec des becs solides utilisés pour briser ou valoriser les mollusques ouverts. Il existe 11 espèces dans le monde et 1 espèce présente en Azerbaïdjan.
- Huîtrier pie, Haematopus ostralegus

## Avocettes et échasses
Ordre : Charadriiformes Famille : Recurvirostridae   
Recurvirostridae est une famille de grands échassiers, qui comprend les avocettes et les échasses . Les avocettes ont de longues pattes et de longs becs recourbés vers le haut. Les échasses ont des pattes extrêmement longues et de longs becs fins et droits. Il existe 9 espèces dans le monde et 2 espèces présentes en Azerbaïdjan.
- Échasses à ailes noires, Himantopus himantopus
- Avocette élégante, Recurvirostra avosetta

## Genoux épais
Ordre : Charadriiformes Famille : Burhinidés   
Les genoux épais sont un groupe d'échassiers largement tropicaux de la famille des Burhinidae. On les trouve dans le monde entier dans la zone tropicale, certaines espèces se reproduisant également en Europe tempérée et en Australie. Ce sont des échassiers de taille moyenne à grande avec de forts becs noirs ou jaune-noirs, de grands yeux jaunes et un plumage cryptique. Bien qu'elles soient classées comme échassiers, la plupart des espèces ont une préférence pour les habitats arides ou semi-arides. Il existe 9 espèces dans le monde et 1 espèce présente en Azerbaïdjan.
- Genou épais eurasien, Burhinus oedicnemus

## Pratincoles et coursiers
Ordre : Charadriiformes Famille : Glareolidae   
Les Glareolidae sont une famille d'oiseaux échassiers comprenant les pratincoles , qui ont des pattes courtes, des ailes longues pointues et de longues queues fourchues, et les coursiers , qui ont de longues pattes, des ailes courtes et de longs becs pointus qui se courbent vers le bas. L'Azerbaïdjan compte 17 espèces dans le monde et 2 espèces.
- Globule à collier, Glareola pratincola
- Glacier à ailes noires, Glareola nordmanni

## Pluviers et vanneaux
Ordre : Charadriiformes Famille : Charadriidés   
La famille des Charadriidae comprend les pluviers , les dotterels et les vanneaux . Ce sont des oiseaux de petite à moyenne taille avec un corps compact, un cou court et épais et de longues ailes généralement pointues. On les trouve en pleine nature dans le monde entier, principalement dans des habitats proches de l'eau. L'Azerbaïdjan compte 66 espèces dans le monde et 12 espèces.
- Vanneau huppé, Vanellus vanellus
- Vanneau à caroncule rouge, Vanellus indicus (A)
- Vanneau sociable, Vanellus gregarius
- Vanneau à queue blanche, Vanellus leucurus
- Pluvier doré européen, Pluvialis apricaria
- Pluvier argenté, Pluvialis squatarola
- Pluvier argenté, Charadrius hiaticula
- Petit pluvier annelé, Charadrius dubius
- Pluvier Kentish, Charadrius alexandrinus
- Pluvier sablier, Charadrius leschenaultii
- Pluvier caspien, Charadrius asiaticus
- Dterterel eurasien, Charadrius morinellus

## Bécasseaux et alliés
Ordre : Charadriiformes Famille : Scolopacidés   
Scolopacidae est une grande famille diversifiée d'oiseaux de rivage de petite à moyenne taille, notamment les bécasseaux , les courlis , les barges , les jarrets , les braqueurs , les bécasses , les bécassines , les dowitchers et les phalaropes . La majorité de ces espèces mangent de petits invertébrés extraits de la boue ou du sol. La variation de la longueur des pattes et des becs permet à plusieurs espèces de se nourrir dans le même habitat, en particulier sur la côte, sans concurrence directe pour la nourriture. L'Azerbaïdjan compte 27 espèces.
- Bécasse des bois, Scolopax rustiqueola
- Bécassine Jack, Lymnocryptes minimus
- Grande bécassine, Gallinago media
- Bécassine des marais, Gallinago gallinago
- Barge à queue noire, Limosa limosa
- Barge à queue barrée, Limosa lapponica
- Courlis corlieu, Numenius phaeopus
- Courlis à bec grêle, Numenius tenuirostris (A)
- Courlis cendré, Numenius arquata
- Chevalier gambette tacheté, Tringa erythropus
- Chevalier gambette , Tringa totanus
- Bécasseau des marais, Tringa stagnatilis
- Tronc vert, Tringa nebularia
- Bécasseau vert, Tringa ochropus
- Bécasseau des bois, Tringa glareola
- Bécasseau terek, Xenus cinereus
- Bécasseau commun, Actitis hypoleucos
- Tournepierre à collier, Arenaria interpres
- Nœud rouge, Calidris canutus
- Sanderling, Calidris alba
- Petit passage, Calidris minuta
- Relais de Temminck, Calidris temminckii
- Bécasseau courlis, Calidris ferruginea
- Dunlin, Calidris alpina
- Bécasseau à bec large, Calidris falcinellus
- Ruff, Calidris pugnax
- Phalarope à cou rouge, Phalaropus lobatus

## Grand Labbe
Ordre : Charadriiformes Famille : Stercorariidae   
La famille Stercorariidae est, en général, des oiseaux de taille moyenne à grande, généralement avec un plumage gris ou brun, souvent avec des marques blanches sur les ailes. Ils nichent au sol dans les régions tempérées et arctiques et migrent sur de longues distances. Il existe 7 espèces dans le monde et 1 espèce présente en Azerbaïdjan.
- Pomarine jaeger, Stercorarius pomarinus

## Mouettes, sternes et écumoires
Ordre : Charadriiformes Famille : Laridés   
Les laridés sont une famille d'oiseaux de mer de taille moyenne à grande, les goélands , les sternes et les écumoires . Les goélands sont généralement gris ou blancs, souvent avec des marques noires sur la tête ou les ailes. Ils ont des becs robustes et longs et des pattes palmées. Les sternes sont un groupe d'oiseaux de mer généralement de taille moyenne à grande, généralement au plumage gris ou blanc, souvent avec des marques noires sur la tête. La plupart des sternes chassent le poisson en plongeant, mais certains ramassent des insectes à la surface de l'eau douce. Les sternes sont généralement des oiseaux à longue durée de vie, plusieurs espèces étant connues pour vivre plus de 30 ans.
- Goéland cendré, Larus canus
- Goéland marin, Larus fuscus
- Mouette de Heuglin, Larus heuglini
- Mouette caspienne, Larus cachinnans
- Goéland leucophée, Larus michahellis
- Mouette arménienne, Larus armenicus
- Mouette de Pallas, Ichthyaetus ichthyaetus
- Mouette méditerranéenne, Ichthyaetus melanocephalus
- Mouette rieuse, Chroicocephalus
- Goéland à bec grêle, Chroicocephalus genei
- Petit goéland, Hydrocoloeus minutus
- Sterne à bec mou, Gelochelidon nilotica
- Sterne caspienne, Hydroprogne caspia
- Sterne caugek, Thalasseus sandvicensis
- Sterne pierregarin, Sterna hirundo
- Sterne naine, Sternula albifrons
- Sterne moustac, Chlidonias hybrida
- Sterne à ailes blanches, Chlidonias leucopterus
- Sterne noire, Chlidonias niger

## Tétras des sables
Ordre : Pterocliformes Famille : Pteroclidae   
Le tétras des sables a de petites têtes et cous semblables à des pigeons, mais des corps compacts et robustes. Ils ont de longues ailes pointues et parfois des queues et un vol direct rapide. Les troupeaux volent vers les points d'eau à l'aube et au crépuscule. Leurs jambes sont plumées jusqu'aux orteils. L'Azerbaïdjan compte 16 espèces dans le monde et 2 espèces.
- Tétras des sables, Pterocles alchata (A)
- Tétras à ventre noir, Pterocles orientalis

## Pigeons et colombes
Ordre : Columbiformes Famille : Columbidés   
Les pigeons et les colombes sont des oiseaux corpulents au cou court et aux becs minces et courts avec une cire charnue .
- Pigeon biset, Columba livia
- Colombe des stocks, Columba oenas
- Pigeon ramier, Columba palumbus
- Tourterelle européenne, Streptopelia turtur
- Colombe à collier eurasien, Streptopelia decaocto
- Colombe rieuse, Spilopelia senegalensis

## Coucous et anis
Ordre : Cuculiformes Famille : Cuculidés   
La famille des Cuculidae comprend les coucous , les roadrunners et les anis . Ces oiseaux sont de taille variable avec des corps élancés, une longue queue et des pattes solides. Il y a 138 espèces dans le monde et 1 espèce qui se trouve en Azerbaïdjan.
- Coucou commun, Cuculus canorus

## Effraies des clochers
Ordre : Strigiformes Famille : Tytonidés   
Les chouettes effraies sont des chouettes moyennes à grandes avec de grandes têtes et des visages en forme de cœur caractéristiques. Ils ont de longues jambes fortes avec des serres puissantes. Il existe 16 espèces dans le monde et 1 espèce présente en Azerbaïdjan.
- Effraie des clochers, Tyto alba

## Chouettes typiques
Ordre : Strigiformes Famille : Strigidés   
Les chouettes typiques sont des rapaces nocturnes solitaires petits à grands. Ils ont de grands yeux et oreilles orientés vers l'avant, un bec de faucon et un cercle de plumes bien visible autour de chaque œil appelé disque facial.
- Petit-duc scops, Otus scops
- Grand-duc d'Europe, Bubo bubo
- Chouette hulotte, Strix aluco
- Chouette chevêche, Athene noctua
- Chouette boréale, Aegolius funereus
- Chouette à longues oreilles, Asio otus
- Chouette à oreilles courtes, Asio flammeus

## Engoulevents
Ordre : Caprimulgiformes Famille : Caprimulgidae   
Les engoulevents sont des oiseaux nocturnes de taille moyenne qui nichent généralement sur le sol. Ils ont de longues ailes, des pattes courtes et des becs très courts. La plupart ont de petits pieds, peu utiles à la marche et de longues ailes pointues. Leur plumage doux est camouflé pour ressembler à l'écorce ou aux feuilles. Il y a 86 espèces dans le monde et 1 espèce qui se trouve en Azerbaïdjan.
- Engoulevent d'Eurasie, Caprimulgus europaeus

## Martinets
Ordre : Caprimulgiformes Famille : Apodidés   
Les martinets sont de petits oiseaux qui passent la majorité de leur vie à voler. Ces oiseaux ont des pattes très courtes et ne s'installent jamais volontairement au sol, se perchant uniquement sur des surfaces verticales. De nombreux martinets ont de longues ailes en flèche qui ressemblent à un croissant ou à un boomerang.
- Martinet des Alpes, Tachymarptis melba
- Martinet, Apus apus
- Peu rapide, Apus affinis

## Martins-pêcheurs
Ordre : Coraciiformes Famille : Alcédinidés   
- Martin-pêcheur d' Europe , Alcedo
- Martin-pêcheur à gorge blanche, Halcyon smyrnensis

## Guêpiers
Ordre : Coraciiformes Famille : Méropidés   
Les apiculteurs sont un groupe d'oiseaux passereaux proches de la famille des Meropidae. La plupart des espèces se trouvent en Afrique, mais d'autres se trouvent dans le sud de l'Europe, à Madagascar, en Australie et en Nouvelle-Guinée. Ils se caractérisent par un plumage richement coloré, des corps élancés et généralement des plumes caudales allongées. Tous sont colorés et ont des becs et des ailes pointues depuis longtemps, ce qui leur donne une apparence d'hirondelle lorsqu'ils sont vus de loin. L'Azerbaïdjan compte 26 espèces dans le monde et 2 espèces.
- Guêpier à joues bleues, Merops persicus
- Guêpier d'Europe, Merops apiaster

## Loriots typiques
Ordre : Coraciiformes Famille : Coraciidae   
Les rouleaux ressemblent à des corbeaux de taille et de construction, mais sont plus étroitement liés aux martins - pêcheurs et aux apiculteurs . Ils partagent l'apparence colorée de ces groupes avec des bleus et des bruns prédominants. Les deux orteils avant intérieurs sont connectés, mais l'orteil extérieur ne l'est pas. Il existe 12 espèces dans le monde et 1 espèce présente en Azerbaïdjan.
- Loriot d'Europe, Coracias garrulus

## Hupes
Ordre : Bucérotiformes Famille : Upupidés   
Les huppes ont une coloration noire, blanche et rose orangé avec une grande crête érectile sur la tête. Il y a 2 espèces dans le monde et 1 espèce qui se trouve en Azerbaïdjan.
- Huppe fasciée, Upupa epops

## Pic et alliés
Ordre : Piciformes Famille : Picidés   
Les pics sont des oiseaux de petite à moyenne taille avec des becs de type ciseau, des pattes courtes, une queue raide et de longues langues utilisées pour capturer les insectes. Certaines espèces ont des pieds avec deux orteils pointés vers l'avant et deux vers l'arrière, tandis que plusieurs espèces n'ont que trois orteils. De nombreux pics ont l'habitude de taper bruyamment sur les troncs d'arbres avec leur bec.
- Col roulé eurasien, Jynx torquilla
- Pic mineur, Dryobates minor
- Pic mar, Dendrocoptes medius
- Pic à dos blanc, Dendrocopos leucotos
- Pic épeiche, Dendrocopos major
- Pic syriaque, Dendrocopos syriacus
- Pic noir, Dryocopus martius
- Pic vert européen, Picus viridis

## Alouettes
Ordre : Passeriformes Famille : Alaudidae   
Les alouettes sont de petits oiseaux terrestres avec des chants souvent extravagants et des vols d'affichage. La plupart des alouettes sont d'aspect assez terne. Leur nourriture est des insectes et des graines.
- Alouette calandra, Melanocorypha calandra
- Alouette bimaculée, Melanocorypha bimaculata
- Alouette noire, Melanocorypha yeltoniensis
- Alouette à gros doigts, Calandrella brachydactyla
- Petite alouette à doigts courts, Alaudala rufescens
- Alouette huppée, Galerida cristata
- Alouette des bois, Lullula arborea
- Alouette des champs, Alauda arvensis
- Alouette orientale, Alauda gulgula (A)
- Alouette à ailes blanches, Alauda leucoptera
- Alouette cornue, Eremophila alpestris

## Hirondelles et martins
Ordre : Passeriformes Famille : Hirundinidés   
La famille Hirundinidae est adaptée à l'alimentation aérienne. Ils ont un corps mince et fuselé, de longues ailes pointues et un bec court avec un large ouverture. Les pieds sont adaptés pour se percher plutôt que pour marcher, et les orteils avant sont partiellement joints à la base. L'Azerbaïdjan compte 75 espèces dans le monde et 4 espèces.
- Hirondelle de rivage, Riparia riparia
- Eurasian crag martin, Ptyonoprogne rupestris
- Hirondelle rustique, Hirundo rustica
- Hirondelle de fenêtre, Delichon urbicum

## Bergeronnettes printanières et pipits
Ordre : Passeriformes Famille : Motacillidés   
Motacillidae est une famille de petits passereaux à queue moyenne à longue. Ils comprennent les bergeronnettes, les griffes longues et les pipits. Ce sont des insectivores élancés qui se nourrissent du sol en pleine nature. L'Azerbaïdjan compte 54 espèces dans le monde et 9 espèces.
- Bergeronnette grise, Motacilla alba
- Bergeronnette citrine, Motacilla citreola
- Bergeronnette jaune, Motacilla flava
- Bergeronnette grise, Motacilla cinerea
- Pipit fauve, Anthus campestris
- Pipit des arbres, Anthus trivialis
- Pipit des prés, Anthus pratensis
- Pipit à gorge rousse, Anthus cervinus
- Pipit d'eau, Anthus spinoletta

## Roitelets
Ordre : Passeriformes Famille : Régulidés   
Les roitelets, également appelés crêtes, sont un petit groupe d'oiseaux souvent inclus dans les parulines de l'Ancien Monde, mais qui reçoivent souvent un statut familial car ils ressemblent également aux mésanges . Il existe 7 espèces dans le monde et 1 espèce présente en Azerbaïdjan.
- Goldcrest, Regulus regulus

## Jaseurs
Ordre : Passeriformes Famille : Bombycillidae   
Les jaseurs sont un groupe de passereaux avec un plumage doux et soyeux et des pointes rouges uniques sur certaines des plumes des ailes. Chez les jaseurs de Bohème et de cèdre, ces pointes ressemblent à de la cire à cacheter et donnent son nom au groupe. Ce sont des oiseaux arboricoles des forêts du nord. Ils vivent d'insectes en été et de baies en hiver. Il existe 3 espèces dans le monde et 1 espèce présente en Azerbaïdjan.
- Jaseur boréal, Bombycilla garrulus

## Pantoufles
Ordre : Passeriformes Famille : Cinclidés   
Les pantoufles sont un groupe d'oiseaux percheurs dont l'habitat comprend des milieux aquatiques dans les Amériques, en Europe et en Asie. Ils sont nommés pour leurs mouvements de balancement ou de trempage. Il existe 5 espèces dans le monde et 1 espèce présente en Azerbaïdjan.
- Louche à gorge blanche, Cinclus cinclus

## Troglodytes
Ordre : Passeriformes Famille : Troglodytidae   
Les troglodytes sont principalement petits et discrets à l'exception de leurs chansons fortes. Ces oiseaux ont des ailes courtes et de minces becs tournés vers le bas. Plusieurs espèces tiennent souvent leur queue droite. Tous sont insectivores. Il existe 80 espèces dans le monde (dont toutes sauf une sont des espèces du Nouveau Monde) et 1 espèce qui se trouve en Azerbaïdjan.
- Troglodyte eurasien, Troglodytes troglodytes

## Accenteurs
Ordre : Passeriformes Famille : Prunellidés   
Les accenteurs appartiennent à la seule famille d'oiseaux, les Prunellidae, qui est complètement endémique du Paléarctique . Ce sont de petites espèces assez ternes ressemblant superficiellement aux moineaux . L'Azerbaïdjan compte 13 espèces dans le monde et 3 espèces.
- Accenteur alpin, Prunella collaris
- L'accenteur de Radde, Prunella ocularis
- Dunnock, Prunella modularis

## Grives et alliés
Ordre : Passeriformes Famille : Turdidés   
Les grives sont un groupe d'oiseaux passereaux qui se rencontrent principalement dans l'Ancien Monde. Ce sont des insectivores charnus, mous plumés, de petite à moyenne taille ou parfois omnivores, se nourrissant souvent au sol. Beaucoup ont des chansons attrayantes.
- Bague ouzel, Turdus torquatus
- Merle noir, Turdus merula
- Grive à gorge noire, Turdus ruficollis
- Grive litorne, Turdus pilaris
- Aile rouge, Turdus iliacus
- Grive musicienne, Turdus philomelos
- Grive draine, Turdus viscivorus

## Parulines et alliés de Bush
Ordre : Passeriformes Famille : Scotocercidae   
- Bouscarle de Cetti, Cettia cetti

## Parulines locustellides
Ordre : Passeriformes Famille : Locustellidés   
- Paruline des sauterelles, Locustella naevia
- Paruline de Savi, Locustella luscinioides

## Paruline acrocephalide
Ordre : Passeriformes Famille : Acrocephalidae   
- Paruline à moustaches, Acrocephalus melanopogon
- Phragmite des joncs, Acrocephalus schoenobaenus
- Paruline des champs, Acrocephalus agricola
- Paruline à roseaux, Acrocephalus scirpaceus
- Paruline à roseaux de Blyth, Acrocephalus dumetorum
- Paruline des marais, Acrocephalus palustris
- Grande Paruline à roseaux, Acrocephalus arundinaceus
- Paruline bottée, Iduna caligata
- Paruline olivacée, Iduna pallida
- Paruline d'Upcher, Hippolais languida
- Paruline ctérine, Hippolais icterina

## Parulines phylloscopides
Ordre : Passeriformes Famille : Phylloscopidae   
- Paruline des saules, Phylloscopus trochilus
- Chiffchaff commune, Phylloscopus collybita
- Pouillot de montagne, Phylloscopus sindianus
- Fauvette des bois, Phylloscopus sibilatrix
- Paruline verdâtre, Phylloscopus trochiloides

## Parulines, perroquets et alliés sylviides
Ordre : Passeriformes Famille : Sylviidés   
La famille des Sylviidae est un groupe de petits passereaux insectivores. Ils se produisent principalement en tant qu'espèces reproductrices, comme son nom commun l'indique, en Europe, en Asie et, dans une moindre mesure, en Afrique. La plupart sont d'apparence généralement non distinguée, mais beaucoup ont des chansons distinctes.
- Fauvette à tête noire , Sylvia
- Fauvette des jardins , Sylvia Borin
- Gorge blanche , Sylvia communis
- Petit gorge blanche , Sylvia curruca
- Paruline du désert asiatique , Sylvia nana
- Paruline rayée , Sylvia nisoria
- Paruline orphéenne , Sylvia crassirostris
- Paruline de Ménétries , Sylvia mystacea

## Moucherolles de l'Ancien Monde
Ordre : Passeriformes Famille : Muscicapidés   
Les moucherolles de l'Ancien Monde sont un grand groupe de petits passereaux originaires de l'Ancien Monde. Ce sont principalement de petits insectivores arboricoles. L'apparence de ces oiseaux est très variée, mais ils ont surtout des chants faibles et des cris durs.
- Grive cendrée, Monticola saxatilis
- Grive bleue, Monticola solitarius
- Moucherolle tacheté, Muscicapa striata
- Moucherolle à pieds européens, Ficedula hypoleuca
- Moucherolle à collier, Ficedula albicollis
- Moucherolle à demi-collier, Ficedula semitorquata
- Moucherolle à poitrine rousse, Ficedula parva
- Merle d'Europe, Erithacus rubecula
- Grive rossignol, Luscinia luscinia
- Rossignol commun, Luscinia megarhynchos
- Gorge bleue, Luscinia svecica
- Merle à gorge blanche, Irania
- Gommage à queue rousse, Cercotrichas galactotes
- Rougequeue noir, Phoenicurus ochruros
- Redstart commun, Phoenicurus phoenicurus
- Rougequeue à ailes blanches, Phoenicurus erythrogaster
- Chaton sibérien, Saxicola maurus
- Whinchat, Saxicola rubetra
- Orpin européen, Saxicola rubicola
- Traquet motteux, Oenanthe oenanthe
- Traquet de Finsch, Oenanthe finschii
- Traquet motteux, Oenanthe pleschanka
- Traquet à oreilles noires, Oenanthe hispanica
- Traquet mottier kurde, Oenanthe xanthoprymna
- Traquet à queue rousse, Oenanthe chrysopygia
- Traquet motteux, Oenanthe deserti
- Traquet Isabelline, Oenanthe isabellina

## Gypaète barbu
Ordre : Passeriformes Famille : Panuridés   
- Reedling barbu, Panurus biarmicus

## Mésanges à longue queue
Ordre : Passeriformes Famille : Aegithalidae   
Les mésanges à longue queue sont un groupe de petits passereaux à queue moyenne à longue. Ils font des nids de sacs tissés dans les arbres. La plupart ont une alimentation mixte comprenant des insectes. Il existe 9 espèces dans le monde et 1 espèce présente en Azerbaïdjan.
- Mésange à longue queue, Aegithalos

## Mésanges
Ordre : Passeriformes Famille : Paridés   
Les Paridae sont principalement de petites espèces boisées trapues avec des becs trapus courts. Certains ont des crêtes. Ce sont des oiseaux adaptables, avec une alimentation mixte comprenant des graines et des insectes.
- Mésange sombre, Poecile lugubris
- Mésange caspienne, Poecile hyrcana
- Tit charbon, Periparus ater
- Mésange huppée, Lophophanes cristatus
- Mésange charbonnière, Parus major
- Mésange bleue eurasienne, Cyanistes caeruleus

## Sittelles
Ordre : Passeriformes Famille : Sittidés   
Les sittelles sont de petits oiseaux des bois. Ils ont la capacité inhabituelle de descendre les arbres la tête la première, contrairement à d'autres oiseaux qui ne peuvent que monter. La sittelle a de grosses têtes, une queue courte et des becs et des pieds puissants. L'Azerbaïdjan compte 24 espèces dans le monde et 3 espèces.
- Sittelle torchepot, Sitta europaea
- Sittelle rock, Sitta neumayer
- Sittelle torchepot, Sitta tephronota

## Moucherolles
Ordre : Passeriformes Famille : Tichodromidés   
Le moucherolle est un petit oiseau apparenté à la famille des sittelles , au superbe plumage cramoisi, gris et noir.
- Wallcreeper, Tichodroma

## Grimpereaux des bois
Ordre : Passeriformes Famille : Certhiidés   
Les Grimpereaux des bois sont de petits oiseaux des bois, brun dessus et blanc dessous. Ils ont de fins becs courbés et pointus, qu'ils utilisent pour extraire les insectes de l'écorce. Ils ont des plumes de queue raides, comme des pics, qu'ils utilisent pour se soutenir sur des arbres verticaux. Il existe 6 espèces dans le monde et 2 espèces présentes en Azerbaïdjan.
- Treecreeper eurasien, Certhia familiaris
- Faucon à doigts courts, Certhia brachydactyla

## Mésanges pendulines
Ordre : Passeriformes Famille : Remizidés   
Les mésanges pendulines sont un groupe de petits passereaux apparentés aux vrais mésanges. Ce sont des insectivores. Il existe 13 espèces dans le monde et 1 espèce présente en Azerbaïdjan.
- Mésange penduline eurasienne, Remiz pendulinus

## Orioles de l'ancien monde
Ordre : Passeriformes Famille : Oriolides   
Les orioles de l'Ancien Monde sont des passereaux colorés. Ils ne sont pas liés aux orioles du Nouveau Monde. Il y a 29 espèces dans le monde et 1 espèce qui se trouve en Azerbaïdjan.
- Oriole doré eurasien, Oriolus oriolus

## Pie-grièche
Ordre : Passeriformes Famille : Laniidés   
Les pies-grièches sont des passereaux connus pour leur habitude d'attraper d'autres oiseaux et de petits animaux et d'empaler les parties non consommées de leur corps sur des épines. Le bec d'une pie-grièche typique est accroché, comme un oiseau de proie.
- Pie-grièche écorcheur, Lanius collurio
- Pie-grièche d'Isabelle, Lanius
- Pie-grièche grise, Lanius excubitor
- Pie-grièche migratrice, Lanius minor
- Pie-grièche siffleuse, sénateur Lanius

## Corbeaux, geais, corbeaux et pies
Ordre : Passeriformes Famille : Corvidés   
La famille des Corvidae comprend les corbeaux , les corbeaux , les geais, les choughs, les pies, les treepies, les casse-noix et les geais au sol. Les corvidés sont de taille supérieure à la moyenne chez les Passeriformes, et certaines des plus grandes espèces présentent des niveaux élevés d'intelligence. L'Azerbaïdjan compte 120 espèces dans le monde et 9 espèces.
- Geai eurasien, Garrulus glandarius
- Magpie eurasienne, Pica pica
- Crave à bec rouge, Pyrrhocorax pyrrhocorax
- Crave à bec jaune, Pyrrhocorax graculus
- Choucas des champs, Corvus monedula
- Tour, Corvus frugilegus
- Corneille, Corvus Corone
- Grand corbeau, Corvus corax
- Corneille mantelée, Corvus cornix

## Étourneaux
Ordre : Passeriformes Famille : Sturnidés   
Les étourneaux sont des passereaux de petite à moyenne taille. Leur vol est fort et direct et ils sont très grégaires. Leur habitat préféré est un pays assez ouvert. Ils mangent des insectes et des fruits. Le plumage est généralement sombre avec un éclat métallique. L'Azerbaïdjan compte 125 espèces dans le monde et 2 espèces.
- Étourneau rose, Pastor roseus
- Étourneau sansonnet, Sturnus

## Bruants de l'Ancien Monde
Ordre : Passeriformes Famille : Emberizidés   
Les braises sont une grande famille de passereaux. Ce sont des oiseaux mangeurs de graines avec des becs de forme distincte. De nombreuses espèces de braises ont des patrons distinctifs.
- Marteau jaune, Emberiza citrinella
- Bruant cirl, Emberiza cirlus
- Bruant des rochers, Emberiza cia
- Bruant à capuchon gris, Emberiza buchanani
- Bruant d'Ortolan, Emberiza hortulana
- Bruant de Cretzschmar, Emberiza caesia
- Bruant à tête noire, Emberiza melanocephala
- Bruant des roseaux, Emberiza schoeniclus
- Bruant des blés, Emberiza calandra

## Pinsons, euphonies et alliés
Ordre : Passeriformes Famille : Fringillidés   
Les pinsons sont des passereaux mangeurs de graines, qui sont petits à modérément grands et ont un bec fort, généralement conique et, dans certaines espèces, très gros. Tous ont douze plumes caudales et neuf primaires. Ces oiseaux ont un vol rebondissant avec des épisodes alternatifs de battements et de glissements sur des ailes fermées, et la plupart chantent bien.
- Pinson des arbres, Fringilla coelebs
- Brambling, Fringilla montifringilla
- Roselin commun, Carpodacus erythrinus
- Grand Roselin du Caucase, Carpodacus rubicilla (A)
- Bec-croisé des sapins, Loxia curvirostra
- Verdier d'Europe, Chloris chloris
- Tarin d'Eurasie, Spinus
- Chardonneret élégant, Carduelis carduelis
- Twite, Linaria flavirostris
- Linaire commune, Linaria cannabina
- Serin à front de feu, Serinus pusillus
- Bouvreuil pivoine, Pyrrhula pyrrhula
- Hawfinch, Coccothraustes coccothraustes
- Roselin à ailes cramoisies, Rhodopechys sanguinea
- Roselin de Mongolie, Rhodopechys mongolica
- Roselin trompette, Bucanetes githaginea

## Moineaux de l'Ancien Monde
Ordre : Passeriformes Famille : Passeridés   
Les moineaux de l'Ancien Monde sont de petits passereaux. En général, les moineaux ont tendance à être de petits oiseaux dodus, bruns ou gris avec une queue courte et un bec puissant et court. Les moineaux sont des mangeurs de graines, mais ils consomment également de petits insectes.
- Moineau domestique, Passer domesticus
- Moineau espagnol, Passer hispaniolensis
- Bruant des arbres eurasien, Passer montanus
- Bruant des rochers, Petronia petronia
- Rockfinch pâle, Carpospiza brachydactyla
- Chardonneret à ailes blanches, Montifringilla nivalis